# Eaux d’Artifice
Eaux d’artifice („Wasserspiele“) ist ein Avantgardefilm aus dem Jahr 1953, produziert von dem amerikanischen Regisseur Kenneth Anger, einem Pionier des queeren Kinos. Der Film zeigt keine explizit homosexuellen Inhalte, doch man kann subtile Anspielungen herauslesen. So konnte Anger den Film mitten in der McCarthy-Ära zeigen, ohne (wie bei seinem späteren Film Scorpio Rising) Verbote und Strafen zu riskieren.

## Inhalt
Der Film erzählt keine Geschichte, sondern er zeigt eine fließende, rhythmische Abfolge poetisch-erotisch-geheimnisvoller Bilder. Man sieht eine Gestalt, gekleidet in weibliche und elegant wirkende Barock-Gewänder des 18. Jahrhunderts, die im Dunkel der Nacht zwischen Brunnen und Wasserspeiern im Garten der Villa d’Este wandelt. Ihr Gesicht ist nicht zu sehen. Sie taucht unversehens auf und verschwindet wieder, es wirkt wie ein „Versteckspiel in einem nächtlichen Labyrinth“. Schließlich steigt sie in einen Brunnen und verschwindet darin.
Die Filmbilder sind fast monochrom und in dunklen Blautönen gehalten. Geheimnisvolles Licht fällt auf die Statuen des Parks, auf steinerne Fratzen und wasserspeiende Münder. Wasser plätschert sanft über Steine, Fontänen speien Wasserperlen durch die Luft. Kein Wort wird gesprochen, man hört nur das Geräusch des Wassers, begleitet von der Winter-Musik aus den Vierjahreszeiten von Antonio Vivaldi.
Wie die meisten Filme von Kenneth Anger verfügt Eaux d’Artifice über einen verborgenen homosexuellen Subtext, der sich im Wesentlichen nur Menschen mit Vorkenntnissen über den Film oder einer 'eingeweihten' queeren Szene erschließt.

## Produktion

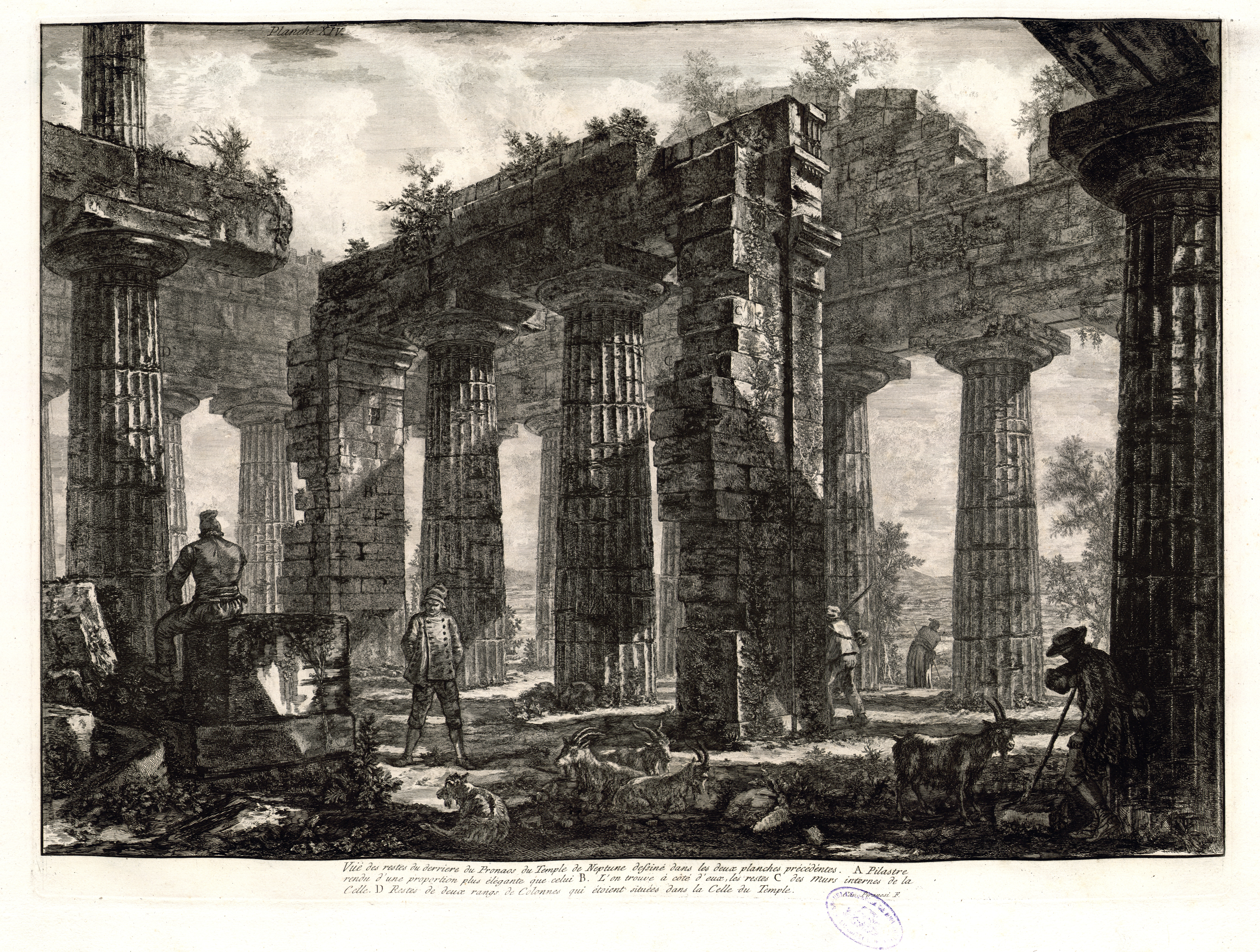
Radierung von Giovanni Battista Piranesi (1720–1778), der Kenneth Angers Bildsprache inspirierte

Der Titel Eaux d’Artifice (den Titel könnte man als Künstlerische Wasserspiele übersetzen) spielt an auf Feux d’artifice (Feuerwerk oder Künstlerische Spiele mit dem Feuer), einen früheren Film Kenneth Angers aus dem Jahr 1947.
Der Film wurde im Renaissance-Wassergarten der Villa d’Este in Tivoli in der Nähe von Rom aufgenommen. Die Schauspielerin, Carmilla Salvatorelli, war eine kleinwüchsige Person, die Anger durch den Filmregisseur Federico Fellini kennengelernt hatte. Diese Besetzung sollte einen veränderten Maßstab suggerieren, weil durch die extrem kleine Person die steinernen Monumente größer als real erschienen. Anger sagte einmal, seine Filmtechnik sei stark inspiriert von den Radierungen des Giovanni Battista Piranesi in den Gärten der Villa d’Este, die ebenso geheimnisvoll, vielschichtig, fast mystisch anmuten wie Eaux d’Artifice.

## Rezeption
1993 wurde der Kurzfilm von der Library of Congress als „kulturell, historisch oder ästhetisch bedeutsam“ zur Aufnahme in das National Film Registry der Vereinigten Staaten ausgewählt. „Seine fließende Ästhetik von Strömen und Musik in einem nächtlichem Labyrinth enthüllt einen von Angers perfektesten, elegantesten und hintergründigsten Filmen“, schrieb die Zeitschrift Artforum. Die amerikanische Filmzeitschrift Senses of Cinema schrieb: „Eaux d'Artifice ist wohl einer der einfachsten und doch am perfektesten realisierten Filme des umstrittenen amerikanischen Avantgarde-Regisseurs Kenneth Anger.“
Kenner der homosexuellen Kultur können dem Film verborgene (homo)sexuelle Subtexte entnehmen. So deutet etwa der Autor Richard Dyer die Wasserspritzer und -schauer als „Bacchanalien ejakulatorischer und urinärer Wollust“. Der Filmkritiker Scott MacDonald war der Ansicht, Angers früheres Werk Fireworks sei ein Film über die Unterdrückung der Homosexualität (des Filmemachers) in den Vereinigten Staaten, wohingegen Eaux d’Artifice „eine Explosion von Vergnügen und Freiheit suggeriert“.
Man kann Eaux d’Artifice aber laut Deborah Allison von Senses of Cinema einfach als „eine Ode an eine wundersame architektonische Schöpfung, ruhige Meditation über die visionäre Kraft der nutzbar gemachten Elemente oder als völligen Dreck sehen (...) seine perfekte Harmonie von Bild und Musik bleibt in Ausführung und Wirkung nahezu beispiellos und ist dazu bestimmt, noch lange nach dem Erlöschen des Lichts der Projektorlampe im Gedächtnis zu verweilen.“
Anger selbst schrieb zu seinem Film: „Übergieße dich mit Wasser: so sollst du dem Universum ein Brunnen sein. Finde dich selbst in jedem Stern! Erlange für dich jede Möglichkeit!“

## Retrospektiven
- International Film Festival Rotterdam, Niederlande (1978)[19]
- Internationales Filmfestival Karlovy Vary, Tschechien (2006)[20]
- Eintragung in das National Film Registry (1993), USA[21]
- Kunsthaus Graz, Universalmuseum Joanneum in Wien, Österreich (2007)[22]
- Sammlung des Neuen Berliner Kunstvereins (n.b.k.), Berlin[23]
- Verleih über Arsenal (Institut für Film und Videokunst Berlin)[24]